# PUP (gruppo musicale)
PUP (acronimo per Pathetic Use of Potential) è un gruppo musicale canadese formatosi nel 2010. È costituito dai musicisti Stefan Babcock, Nestor Chumak, Zack Mykula e Steve Sladkowski.

## Storia del gruppo
I PUP hanno conseguito il loro primo ingresso nella Canadian Albums con The Dream Is Over (2016), entrato al 48º posto della graduatoria. Morbid Stuff (2019), premiato con un Juno Award, ha regalato al gruppo il loro miglior posizionamento nella classifica, finendo in 24ª posizione.
This Place Sucks Ass (2021), candidato per un Juno Award, è stato il loro terzo progetto a entrare la graduatoria LP canadese.

## Formazione
- Stefan Babcock – voce, chitarra ritmica
- Nestor Chumak – cori, chitarra
- Zack Mykula – cori, basso, tastiere
- Steve Sladkowski – cori, batteria, percussioni

## Discografia

### Album in studio
- 2013 – PUP
- 2016 – The Dream Is Over
- 2019 – Morbid Stuff
- 2022 – The Unraveling of PUPTheBand

### EP
- 2015 – PUP on Audiotree Live
- 2020 – This Place Sucks Ass
- 2022 – PUP Unravels Live in Front of Everyone They Know

### Singoli
- 2016 – DVP
- 2020 – Anaphylaxis
- 2020 – A.M. 180
- 2021 – Holier than Thou
- 2021 – Waiting/Kill Something
- 2022 – Robot Writes a Love Song
- 2023 – How to Live with Yourself/Smoke Screen
- 2025 – Paranoid
- 2025 – Hallways